# Mediolanum Santonum

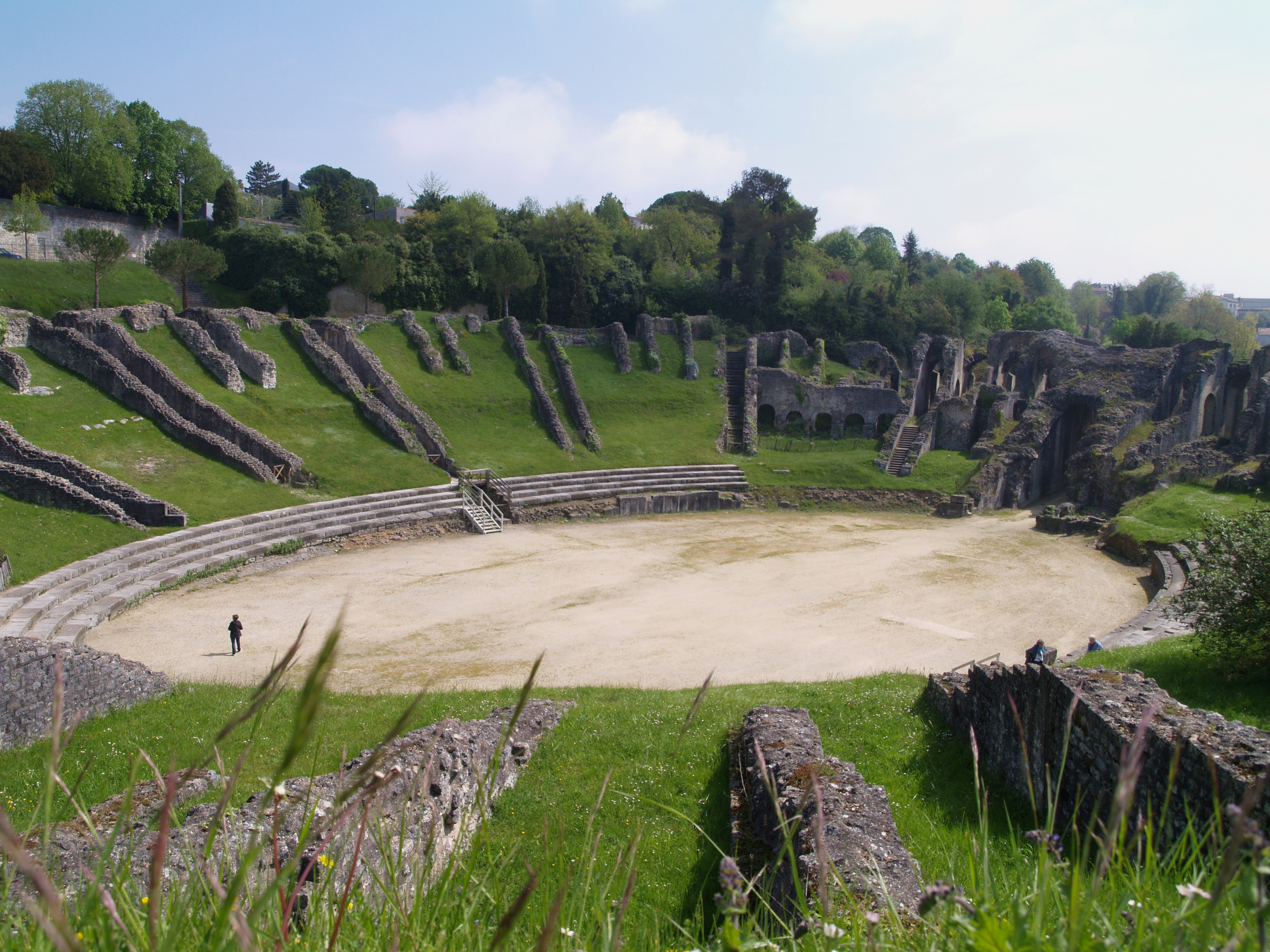
El anfiteatro.

Mediolanum Santonum fue una ciudad romana en Galia Aquitania, ahora conocida como Saintes. Fue fundada en aproximadamente en el año 20 a. C. debido a una expansión de la red de las calzadas romanas que conectaban a Burdigala. El nombre significa «la ciudad principal de los santones», la tribu que entonces habitaba en el área. Durante la época romana, la ciudad se convirtió en un importante centro de la Galia Aquitania.

## Monumentos
Los monumentos romanos mejores conservados de la ciudad son:
- La puerta de la ciudad  romana, conocida como el Arco de Germánico.
- Una enorme colección de lápidas romanas.
- El anfiteatro.

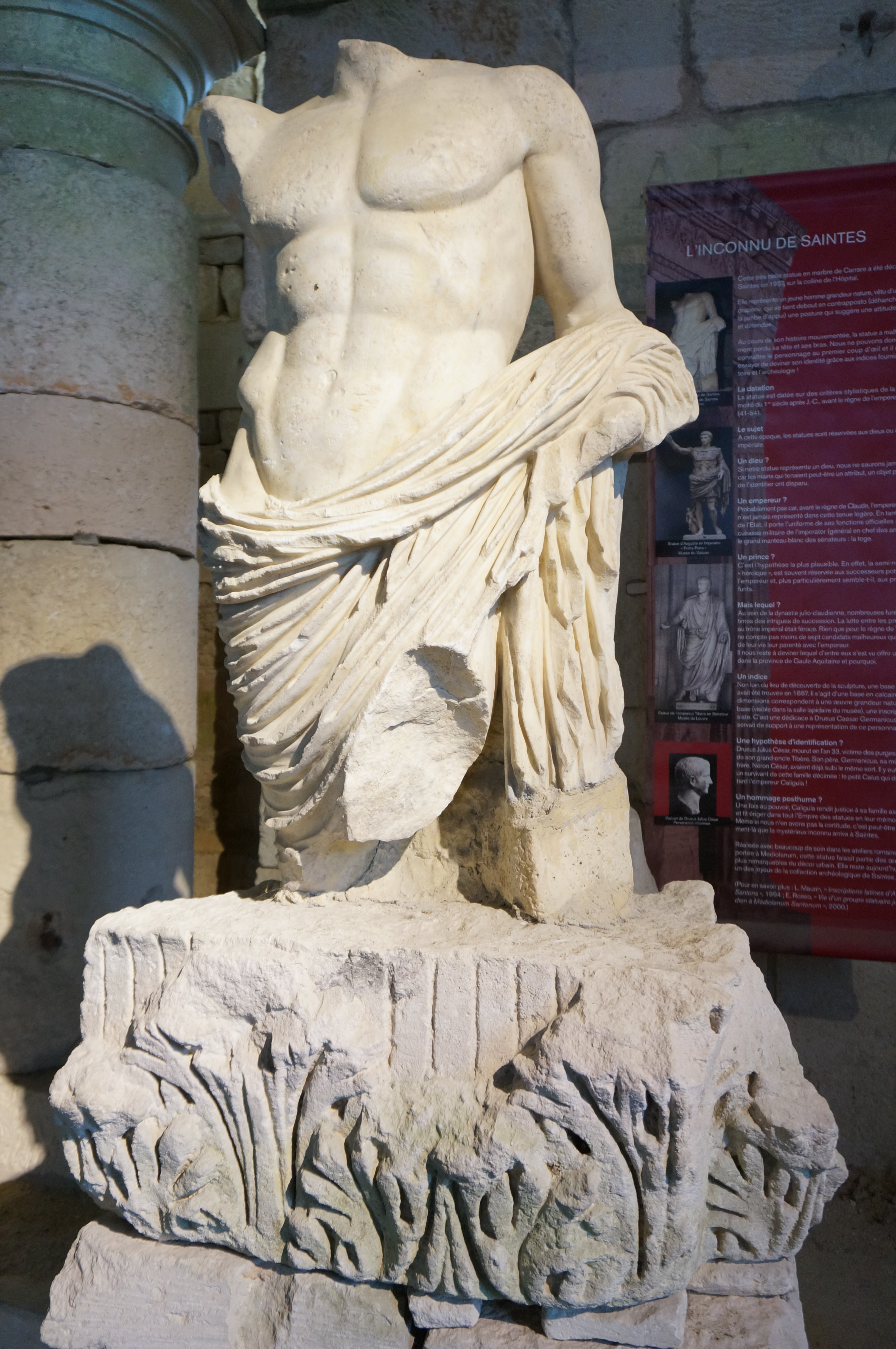
Busto de una estatua.
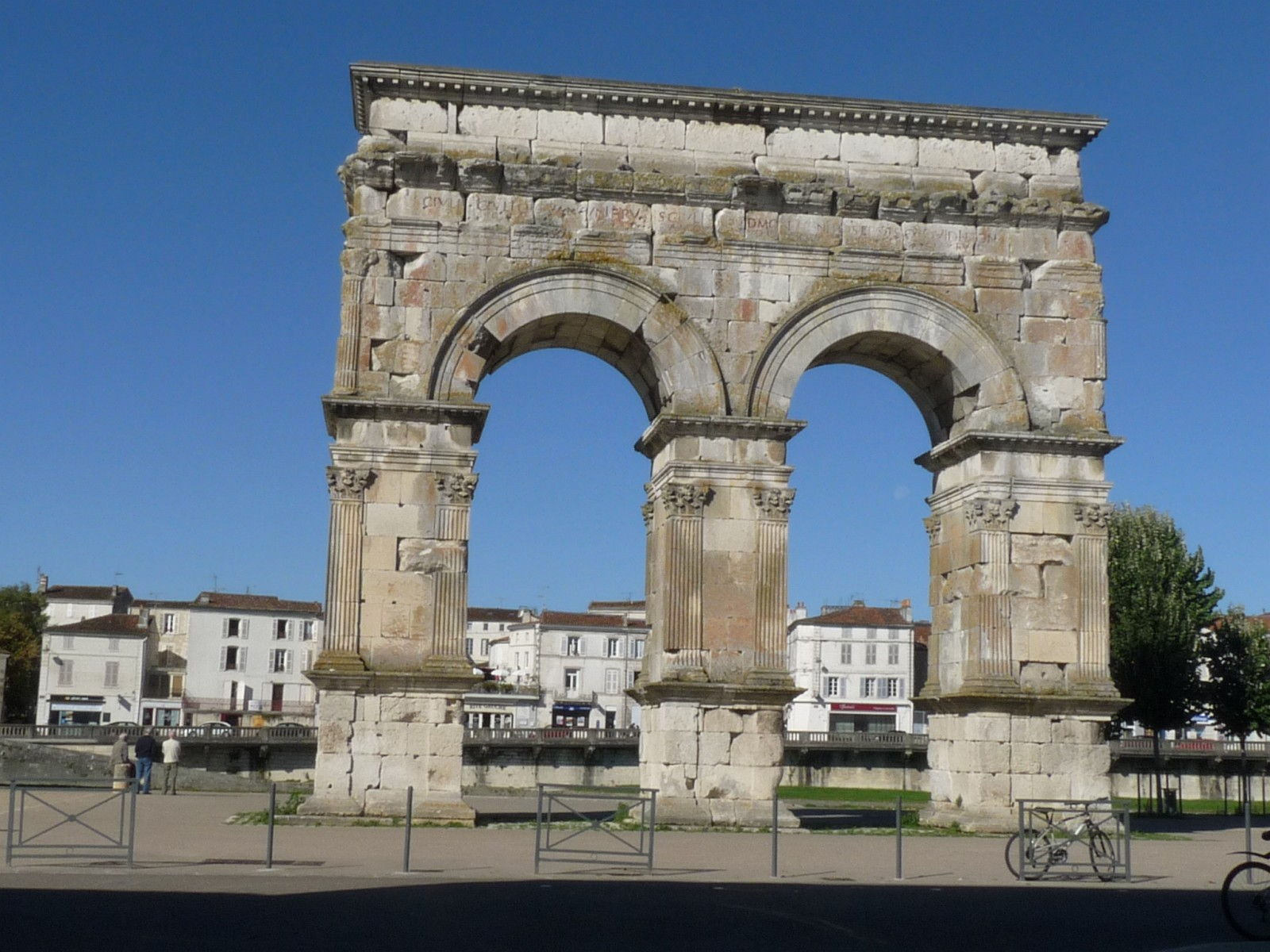
El arco de Germánico.
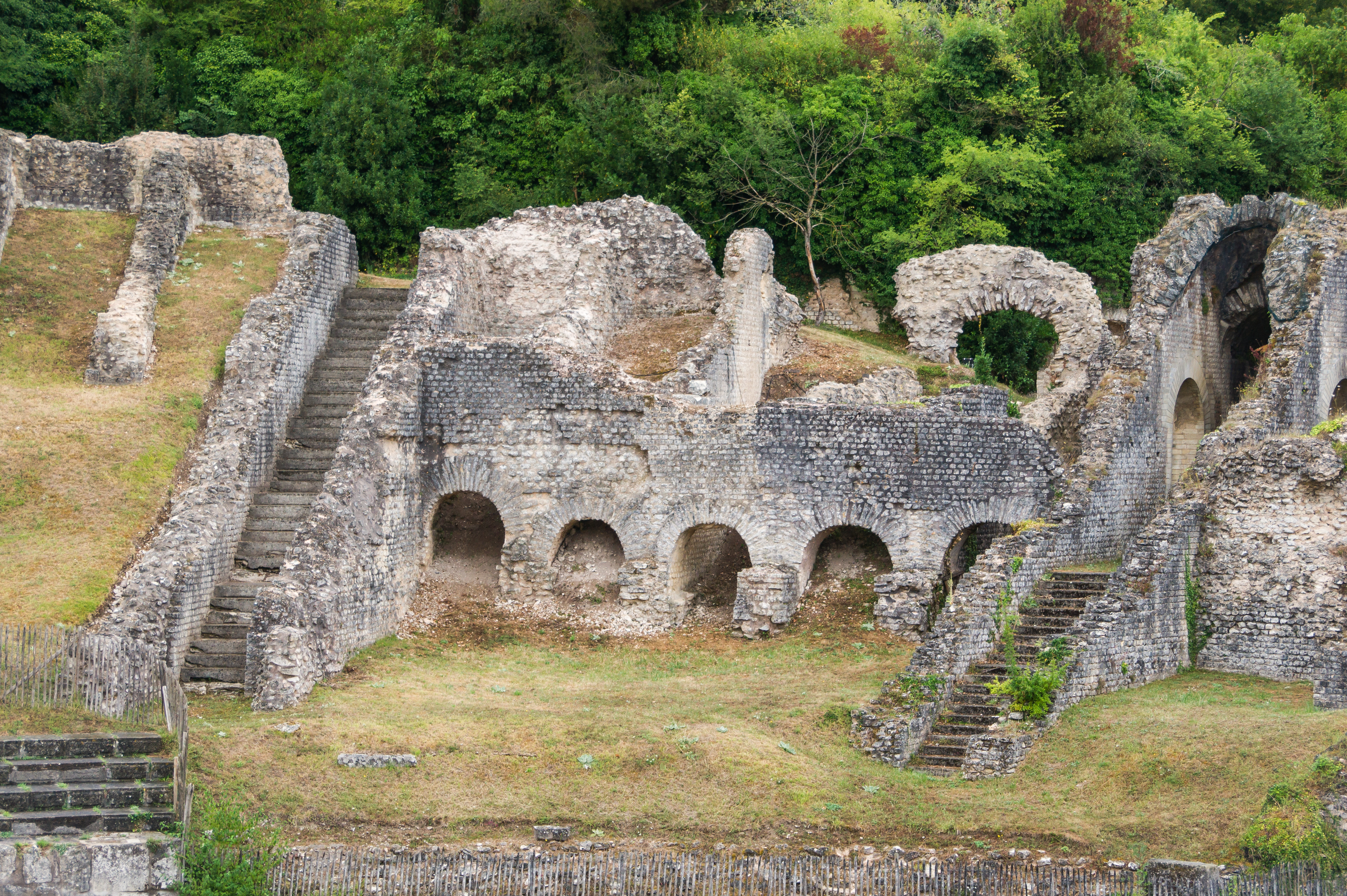
Vista del vomitorio del anfiteatro.